# 河相智哉
河相 智哉（かわい ともや、10月4日 - ）は、日本の男性声優。東京都出身。ベルプロダクション所属。

## 来歴
勝田声優学院（12期生）、映像テクノアカデミア出身。
以前は九プロダクション、ぷろだくしょん★A組に所属していた。

## 人物
趣味はスキー、合唱。特技は歌唱。
資格は第一種普通運転免許。

## 出演作品

### テレビアニメ
2000年
- GREGORY HORROR SHOW THE SECOND GUEST（さまよう魂）
- GREGORY HORROR SHOW THE LAST TRAIN（車内アナウンス、干からびた死体）

2001年
- サイボーグ009 THE CYBORG SOLDIER（ミノタウロス、コング博士、クアメ、ニコル 他）
- それいけ!アンパンマン（コンドルさん、タヌ太郎、すしロボット）
- ヒカルの碁（小宮英二、北島 他）

2002年
- 犬夜叉（竹村）
- OVERMANキングゲイナー（運転手）
- ふぉうちゅんドッグす

2003年
- ギルガメッシュ（藤本）
- D・N・ANGEL（車掌、警官A、刑事B 他）
- フルメタル・パニック? ふもっふ（下士官）

2004年
- R.O.D -THE TV-（アレックス主任）
- 蒼穹のファフナー Dead Aggressor（春日井正浩）
- 爆裂天使（深酒監督、チーフオペレーター）
- ブラック・ジャック（2004年 - 2005年、副船長、ジョーズの手下）
- 名探偵コナン（2004年 - 2015年、係員、十川刑事、伊良部刑事、男、レポーター、菅本佳晴）

2005年
- エンジェル・ハート（2005年 - 2006年、教官B、部下C、運転手、駅アナウンス）
- 奥さまは魔法少女（ナンパ次男）
- 巌窟王（黒衣の男、補佐官）
- ケロロ軍曹（2005年 - 2008年、ラーメン屋のオヤジ、宇宙人、エプイ）
- SHUFFLE!（オカマA）
- 魔法先生ネギま!（魔族）
- 雪の女王 〜THE SNOW QUEEN〜（パン屋の主人）

2006年
- DEATH NOTE（捜査官C）
- 爆球Hit! クラッシュビーダマン（我利、マイクの父、黒岩剛、村長、スコーピオン隊長）
- ヤマトナデシコ七変化♥（貴族）

2007年
- アイドルマスター XENOGLOSSIA（エージェント）
- 風のスティグマ（内海浩輔）
- SHUFFLE! MEMORIES（おかまA）
- ロミオ×ジュリエット（親衛隊）

2008年
- クレヨンしんちゃん（青年団A）

2009年
- ミチコとハッチン（TVニュース音声、アナウンサー）

2011年
- 日常（兵士14番）

2012年
- HUNTER×HUNTER（第2作）（2012年 - 2013年、マスタ、審判A、レスラー、スキンヘッドの男、審判、カエル型）

2014年
- ブレイク ブレイド（ロギン・ジー・ガルフ・エンサンス、バルド隊隊員E）

### 劇場アニメ
- 犬夜叉 鏡の中の夢幻城（2002年、野盗）
- BLUE GENDER THE WARRIOR（2002年、SOLDIER A）
- キノの旅 何かをするために -life goes on.-（2003年、近隣国の客）
- APPLESEED（2004年）
- ブレイク ブレイド（2010年、ロギン・ジー・ガルフ・エンサンス）
- SHORT PEACE「GAMBO」（2013年、シカの夫）
- 宇宙戦艦ヤマト2202 愛の戦士たち（2017年、コズモダート[5]）

### ゲーム
- ヒカルの碁 平安幻想異聞録（2002年、小宮英二、栗本の秘書）
- ヒカルの碁 院生頂上決戦（2002年、小宮英二）
- 少女義経伝（2003年、梶原景時）
- D・N・ANGEL TV Animation Series 〜紅の翼〜（2003年）
- 少女義経伝・弐 〜刻を超える契り〜（2005年、梶原景時）
- アルトネリコ 世界の終わりで詩い続ける少女（2006年、ボルド・レード）
- テイルズ オブ デスティニー（2006年、艦長）※PS2版
- ドラえもん のび太の恐竜2006 DS（2006年）
- クロスエッジ（2008年、ボルド・レード）
- メタルマックス4 月光のディーヴァ（2013年、イゴール、ガストン）

### ドラマCD
- アルトネリコ〜side彌紗〜（ボルド・レード）
- アルトネリコ〜sideオリカ〜（ボルド・レード）
- 王子さまLV2（2004年、ローウェル・シャルトルーズ）
- からふるまきあ〜と（鷹取浩二）
- Canvas2
- サイボーグ009〜LOVE STORIES〜
- 眠らぬ夜のギムレット
- ヒカルの碁〜それぞれの季節〜
- LOON MOON（ヤクエス）

### BLCD
- YEBISUセレブリティーズ
- 旦那さま、お手をどうぞ
- ファインダーの標的

### 吹き替え

#### 洋画
- 愛の妖精 アニーベル（フィリップ〈アル・クライヴァー〉）
- アイ,ロボット ※ソフト版
- アトランティスのこころ
- 80デイズ
- エコーズ
- X-MEN:ファイナル ディシジョン（マルチプル・マン〈エリック・デイン〉）
- エンバイロン
- ガーデン
- 凶女（ファッティ〈ラム・シュー〉）
- キング・コング
- グランドコントロール 乱気流（ジョン・クイン〈ヘンリー・ウィンクラー〉）※新DVD版
- コットンクラブ（ジョー・フリン〈ジョン・P・ライアン〉）※ソフト版
- ゴージャス
- サハラ 死の砂漠を脱出せよ ※テレビ東京版
- 60セカンズ ※ソフト版
- シャッター アイランド（ピーター・ブリーン〈クリストファー・デナム〉）
- シャンハイ・ヌーン
- シュリ ※ソフト版
- シンプル・シモン
- スクービー・ドゥー2 モンスターパニック
- スパイチーム（ロン〈テレンス・イン〉）
- スピードウェイ・ジャンキー
- ソードフィッシュ ※日本テレビ版
- タイガーランド
- ダイ・ハード4.0（キャスパー〈アンドリュー・フリードマン〉）
- タイムリミット（トニー・ダルトン〈ロバート・ベイカー〉）※ソフト版
- TAXi3
- チャーリーとチョコレート工場 ※日本テレビ版
- TUBE ※ソフト版
- 沈黙の陰謀 ※日本テレビ版
- 沈黙の聖戦 ※ソフト版
- 沈黙の追撃（シャープ隊長〈ゲイリー・ダニエルズ〉）
- 鉄板英雄伝説（エドワード・パーヴァードスキ〈カル・ペン〉）
- デュークス・オブ・ハザード
- ドランクモンキー 酔拳
- トランスポーター ※テレビ朝日旧版
- ドリームキャッチャー
- NYPD15分署 ※テレビ朝日版
- ナイト・オブ・ゴッド
- ノック・オフ
- 初恋
- バットマン & ロビン Mr.フリーズの逆襲 ※テレビ朝日版
- パラサイト（ゲイブ・サントラ〈アッシャー・レイモンド〉）※ソフト版
- パワーレンジャー・ターボ・映画版・誕生!ターボパワー（ライゴク、ダニエルコーチ）
- ヒロイック・デュオ 英雄捜査線
- ファースト・キス
- ファイト・クラブ（ウェイター）※ソフト版
- ファンキー・モンキー
- ブラッド
- ブリタニック（メイフィールド〈エド・ストーバート〉）
- プルート・ナッシュ
- ほぼトワイライト
- マトリックス ※ソフト版
- マペットめざせブロードウェイ! ※ソニー・ピクチャーズ版
- マリー・アントワネットの首飾り（アベル〈フランク・マッカスカー〉）
- Mr.ウッドコック -史上最悪の体育教師-（ネダーマン〈イーサン・サプリー〉）
- ミステリー、アラスカ（“ティンカー”・コノリー〈キャメロン・バンクロフト〉）
- ムッソリーニとお茶を
- めぐり逢う大地（グライムズ〈ロイヤル・スプルール〉）
- 木浦は港だ
- ラスベガスをやっつけろ（ベルボーイ）※VHS・旧DVD版
- ランダウン ロッキング・ザ・アマゾン ※ソフト版
- 理想の恋人.com
- リトル・チルドレン
- ルックアウト/見張り
- レスリー・ニールセン 裸のサンタクロース
- 連鎖犯罪/逃げられない女（ガーネット・ウォレス〈ダン・ヘダヤ〉）※新ソフト版
- ロック・スター
- ロボコップ2（ステファン巡査〈マーク・ロルストン〉）※ソフト版2
- 私が愛したギャングスター

#### 海外ドラマ
- 秋の童話
- アグリー・ベティ
- アリー my Love
- ER緊急救命室
  - シーズンIX #2（ドゥワイア〈クリストファー・ハーディ〉）
  - シーズンXI #3（店長1〈スコット・レゲット〉）
  - シーズンXIII #13（ドラモンド〈ギャレット・T・サトー〉）
  - シーズンXV #20（バーテン〈ジェリー・カーニオン〉）
- イニョプの道
- 宇宙へ 〜冷戦と二人の天才〜
- エレメンタリー ホームズ&ワトソン in NY
- オールイン 運命の愛（チョン・サング〈イム・デホ〉）
- OZ/オズ（チコ・グエラ、ティミー・カーク、レイ・ムカダ神父〈B・D・ウォン〉）
- おとぼけスティーブンス一家（タグナット〈ジム・ワイズ〉）
- 仮面の王 イ・ソン
- 華麗なるペテン師たち
- キャロライン in N.Y.（ジョニー）
- 救命医ハンク3 セレブ診療ファイル（ジェリー・ダグラス）
- クッキ 〜菊熙〜
- グリーンローズ（チョン・テクス）
- クリミナル・マインド6 FBI行動分析課（マニー・サンチアゴ巡査）
- サブリナ
- ザ・ケージ（ビラル<ヤニス・ケバブ>）
- ザ・ホスピタル
- ザ・ユニット 米軍極秘部隊
- 三銃士
- CSI:科学捜査班
- CSI:ニューヨーク
- シカゴ・ホープ（アンディ）
- スーパーストーム
- スーパーナチュラル
- スタートレック:ヴォイジャー（カレイ中尉〈ジョシュ・クラーク〉）
- 朱蒙-チュモン-
- 天国の樹
- ドーソンズ・クリーク（オズボーン）
- とび蹴りアチョ〜ズ
- トワイライト・ゾーン
- バビロン5（ザトラス）
- パワーレンジャーシリーズ
  - パワーレンジャー・ターボ（ライゴク、クロマイト、デーモンレーサー、テラテウス、ドレットフェザー、ボルト・マイスター）
  - パワーレンジャー・イン・スペース（ライゴグ、ワスピカブル）
  - パワーレンジャー・ロスト・ギャラクシー（ワイズウィザード、クエイク・メイカー）
  - パワーレンジャー・ライトスピード・レスキュー（コブラマスター）
- HAWAII FIVE-0 シーズン8（ノーマン）
- ビバリーヒルズ青春白書
- ブラインドスポット タトゥーの女 シーズン2 #6（ダグラス・ウィンター〈P・J・バーン〉）
- プリズン・ブレイク
- ブルックリン・ナイン-ナイン（テディ・ウェルズ〈カイル・ボーンハイマー〉）
- フレンズ
- 北京バイオリン
- ヘチ 王座への道
- ボーイ・ミーツ・ワールド
- 炎の英雄 シャープ
- ホミサイド/殺人捜査課
- BONES（アラスト・バジリ〈ペジ・ヴァーダト〉））
- ホテル・バビロン（ピート）
- ヤング・スーパーマン
- UCアンダーカバー 特殊捜査班
- ユーリカ シーズン4

#### テレビ番組
- エルモのクリスマス（オスカー・ザ・グラウチ）※DVD版
- セサミストリート（オスカー・ザ・グラウチ[3]、二つの頭のモンスター、ヘリー・モンスター、ゴードン、ジェイ）※テレビ東京版、DVD版
- セサミストリート（オスカー・ザ・グラウチ[3]、ヘリー・モンスター、二つの頭のモンスター、ルーディー、ダニエル）※YouTube版、U-NEXT版
- 腹ぺこフィルのグルメ旅
- UFC登竜門 ジ・アルティメット・ファイター ミドル級ウォーズ（クリス・マックレー）

#### 海外アニメ
- アーチーでなくちゃ!
- アニマル天国は今日も晴れ（スナック）
- アントブリー
- ザ・シンプソンズ MOVIE（ビリー・ジョー・アームストロング）※劇場公開版
- スーパーマン（ウブー）
- ダック・ドジャース
- トムとジェリー テイルズ（ネコ）
- ハイ!ハイ! パフィー・アミユミ
- バットマン（ウブー、泥棒 他）
- ピンキー&ブレイン（店長）
- ロボッツ

### テレビ番組
- 奇跡体験!アンビリバボー
- たけし・所のWA風が来た!
- 冒険アスファル島、おもちゃ大陸プトラパトラ（シュッポ）

### ナレーション
- IBMシンクパッド
- アキハバラ情報局
- Deep Love
- 日清カップヌードル
- ヤングマガジン

### その他コンテンツ
- JCFAコンプライアンス
- 地域生活への再参加プログラム（顔出し）
- ナショナル冷蔵庫（顔出し、ナレーション）
- ブーバ先生むしむし大百科（ブーバ先生）